# Kreisgericht Gera (Reuß)
Das Kreisgericht Gera war 1863 bis 1879 ein Gericht in Reuß jüngerer Linie mit Sitz in Gera. Übergeordnetes Gericht war das Appellationsgericht Eisenach.

## Geschichte
1863 wurden in Reuß jüngerer Linie zwei Kreisgerichte gebildet. Das in Gera war für die Sprengel der Justizämter Gera und Hohenleuben zuständig, das Kreisgericht Schleiz für den Rest des Fürstentums.
Das Kreisgericht Gera bestand aus einem Kreisgerichtsdirektor, zwei ständigen Kreisgerichtsräten und den Einzelrichtern der Justizämtern und entschied grundsätzlich kollegial. Es war Gericht erster Instanz in allen Zivilrechtsfällen, die nicht minderwichtig waren. Bei minderwichtigen Fällen waren die Justizämter Eingangsinstanz und die Kreisgerichte waren Revisionsinstanz. Strafrechtlich waren sie bei Vergehen die erste Instanz, bei Verbrechen führten sie die Voruntersuchung.
Im Rahmen der Einführung der Reichsjustizgesetze wurde das Kreisgericht Gera 1879 sowie die Justizämter aufgelöst und seine Aufgaben gingen auf das Landgericht Gera und die Amtsgerichte Gera und Hohenleuben über.

## Richter
- Anton Fürbringer
- Franz Hirt (Direktor)
- Hermann Seifarth